# Epichorie
Unter Epichorie bzw. Epizoochorie oder Anhafter versteht man die an Tiere angepasste Ausbreitung von Samen oder Früchten einer Pflanze durch Anhaftung an die Körperoberfläche eines Tieres. Die Epichorie ist eine spezielle Form der Zoochorie. Die Samen oder Früchte der Pflanzen müssen in diesem Fall geeignete Merkmale in Bau und Funktion aufweisen, um diese Art der Ausbreitung zu ermöglichen.

## Methoden

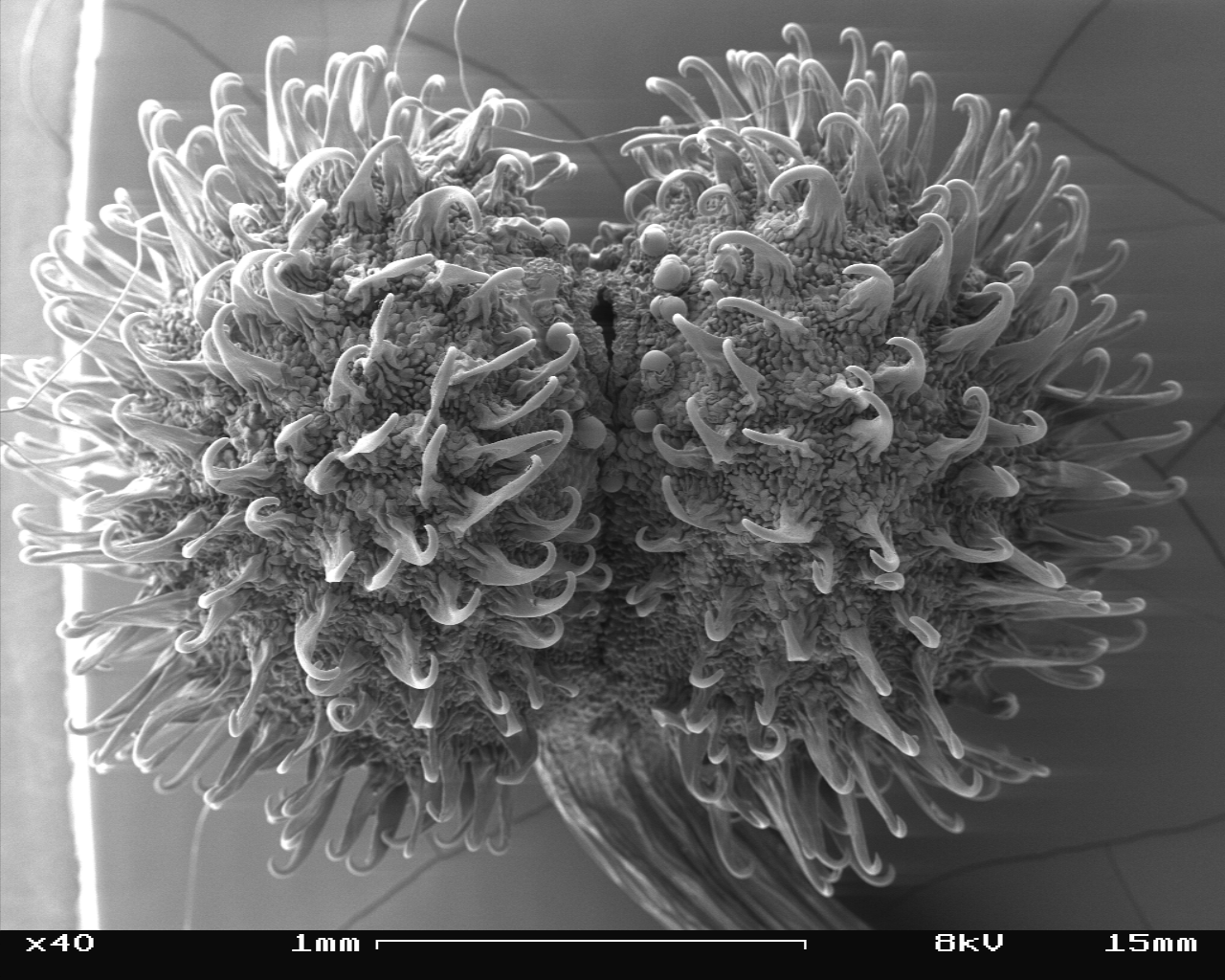
Frucht des Kletten-Labkrauts im REM, Vergrößerung 40fach

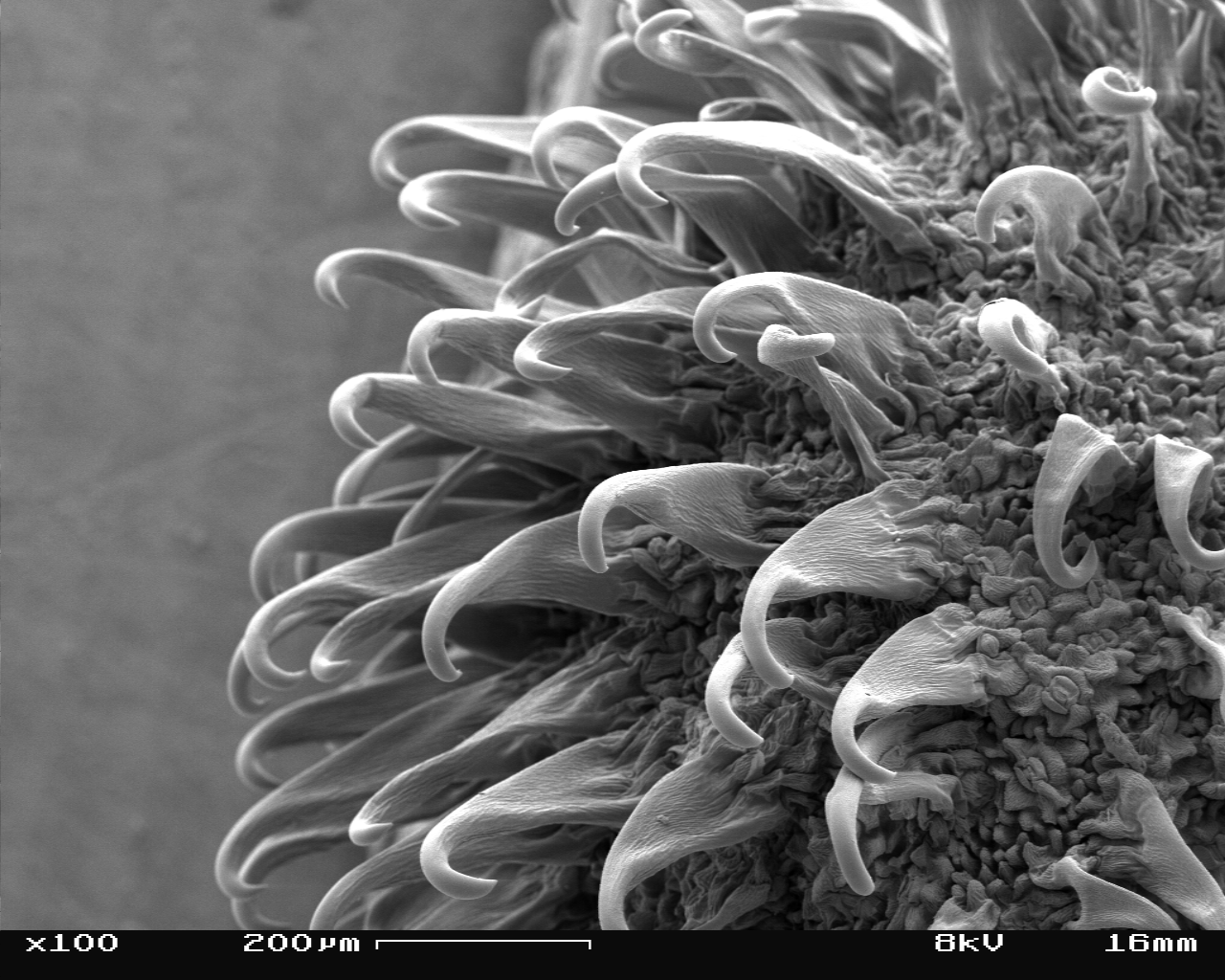
Frucht des Kletten-Labkrauts im REM, Vergrößerung 100fach

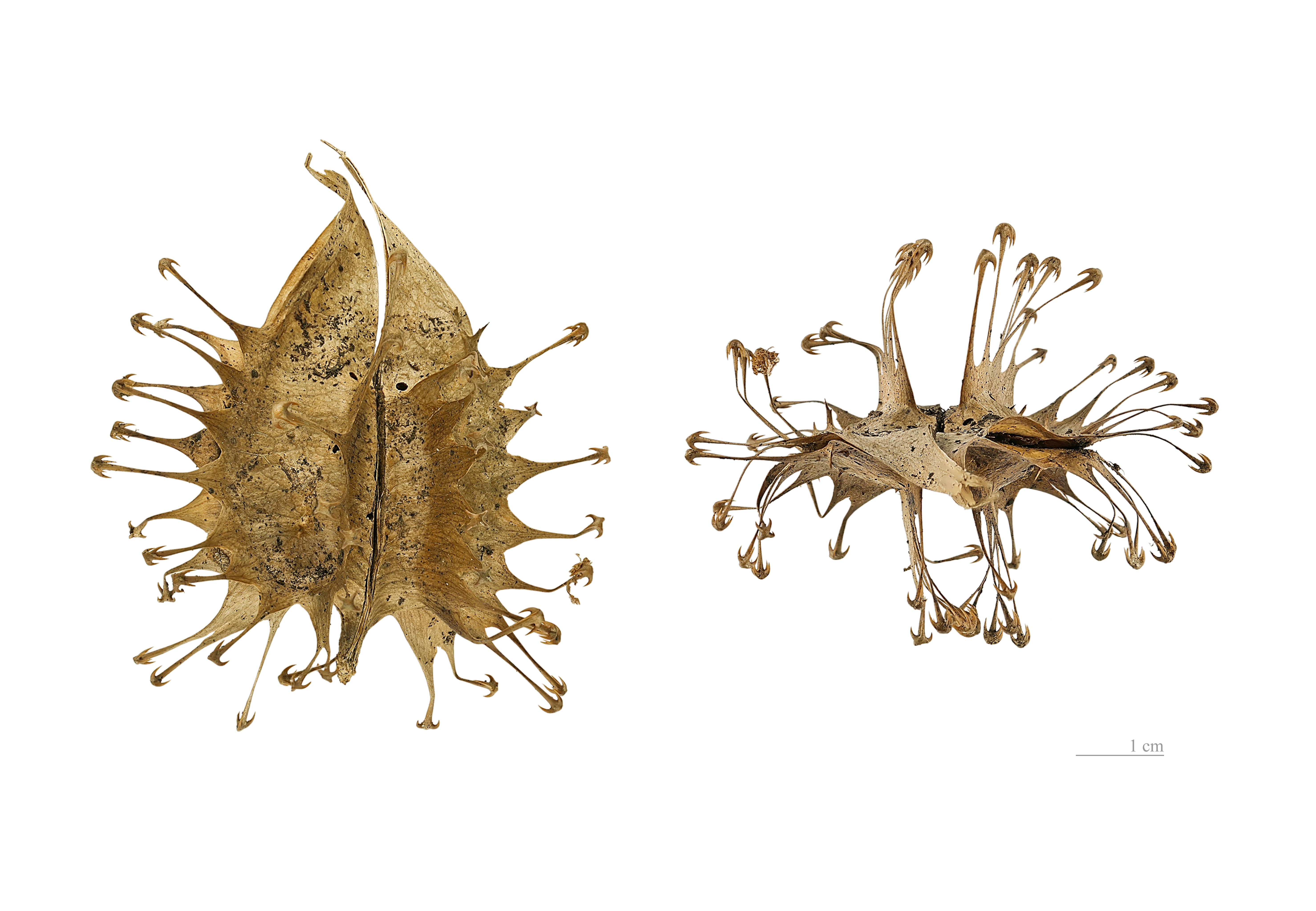
Frucht von Uncarina ankaranensis

- Die erste Methode ist die Anhaftung der Früchte oder Fruchtstände an das Fell, die Haare eines Tieres, auch Insekts (Eriochorie).[1]
- Weitere Möglichkeiten sind die Anhaftung an die Hufe oder in die Haut von Tieren. Das Anhaften an Hufen wird z. B. von den Trampelkletten genutzt, die in Trocken-, Steppen- oder Wüstengebieten vorkommen. Hier halten Samen und deren Schale dem beim Auftreten der Tiere entstehenden hohen Druck stand. Zudem sind die Klettvorrichtungen so hart und spitz, dass sie sich an den Füßen der Tiere oder in deren Hufen festsetzen können.
- Eine unspezialisierte Methode weisen einige Sumpf- und Wasserpflanzen auf, deren Diasporen auf der Wasseroberfläche treiben (Nautohydrochorie) und durch Wasservögel transportiert werden. Die Diasporen sind so leicht, dass sie auf der Wasseroberfläche treiben können und an den Füßen der Tiere haften bleiben.
- Manche Pflanzensamen haften an feuchten Oberflächen. Pflanzen mit dieser Ausbreitungsmethode (Hydroepizoochorie) werden Wasser- oder Adhäsionshafter genannt. Bei den Wasserlinsengewächsen wird die gesamte Pflanze aufgrund ihrer geringen Größe von 0,5 bis 1,5 mm mit transportiert.

Die Samen- oder Fruchtschalen sind speziell morphologisch angepasst, um das Anhaften zu gewährleisten: 
- Klebhafter, Klebfrüchte ((K)Collepizoochorie) nennt man Samen und Früchte von Pflanzen, die bei Feuchtigkeit klebrige Sekrete um die Schale herum absondern und sich an den Tieren festkleben, etwa Ufer-Wolfstrapp, manche Gartenkürbisse.
- Die Kletthafter, Klettfrüchte (Euepizoochorie) sind spezielle Samen/Früchte, bei denen sich die Samen/Fruchtkapsel an Tieren verhakt und damit verteilt wird, wie Kletten, Kletten-Labkraut, Nelkenwurzen, Stechapfel, Bilsenkraut. 
  - Eine Unterform bilden zugespitzte Bohr- oder Keilfrüchte (Bohrkletten), sie bohren sich normalerweise in den Boden (Trypanokarpie),[2] können sich aber auch in das Fell oder direkt in die Haut von vorbeistreifenden Tieren einbohren, wie beim Reiherschnabel oder Heteropogon contortus.[3]

## Vorteile und Nachteile von Epizoochorie
Epizoochorie ist eine effektive Möglichkeit der Verbreitung von Samen, bei der die Pflanze im Gegensatz zur Endozoochorie keine „Belohnung“ in Form von Kohlenhydraten, Proteinen, Fetten etc. anbieten muss und sich somit sehr „ökonomisch“ verbreiten kann. Ein weiterer enormer Vorteil dieser Art der Verbreitung sind die vergleichsweise langen Distanzen, die die Samen passiv zurücklegen können und die damit zusammenhängende Erschließung neuer Habitate. Ein extremes Beispiel hierfür ist die Macquarie-Insel, die sich 950 km südlich von Neuseeland befindet. Auf dieser Insel sind alle 35 vorkommenden Arten durch Epizoochorie eingeführt worden, wahrscheinlich im Gefieder von Vögeln. Ein anderer Grund für die großen Distanzen ist die Tatsache, dass die durch Epizoochorie verbreiteten Pflanzen auch von den großen Raubtieren unter den Säugern transportiert werden, die viel größere Gebiete durchstreifen als die Pflanzenfresser.
Nachteile sind in manchen Fällen die Witterungsabhängigkeit, nämlich wenn die Samen keine expliziten Haftvorrichtungen haben und auf die Adhäsionskräfte angewiesen sind, die sie über feuchte Erde oder Schlamm an die Tiere binden. Des Weiteren sind die Pflanzen exklusiv auf die umherstreifenden Tiere angewiesen. Dies kann zur Folge haben, dass vergleichsweise schlechte Voraussetzungen für die jeweilige Pflanze gegeben sind, wenn sie sich an einem Standort befindet, der selten von Tieren frequentiert wird.